# Prvi pekarski ŠK Zagreb
Prvi pekarski športski klub Zagreb (Pekarski) iz Zagreba osnovan je 20. prosinca 1922. godine.
Sužbeno je registriran u Zagrebačkom nogometnom podsavezu 1923. godine. Inicijativu za stvaranje kluba dali su pekarski i slastičarski radnici među njima najpoznatiji Josip Kraš. Pekarski je, uz Savu, Grafičar i Metalac, bio jedan od osnivača Radničke sportske zajednice 1935. godine. Raspušten je 18. svibnja 1941. odlukom Povjerenika za šport NDH. Klub je obnovljen početkom 1951. godine, a 24. svibnja 1953. prestaje postojati spajanjem s Jedinstvom. 1961. godine je ponovo obnovljen kao društvo pekarskih, mlinskih i slastičaskih radnika. U zimskoj stanci sezone 2000./01. klub odustaje od natjecanja i prestaje postojati.
Klupska adresa 1925. bila je Mesnička ulica 34, a 1932. Ilica 55. Klupske boje 1932. bile su ljubičasta i bijela.

## Nazivi kluba
U prvim danima postojanja klub se zvao Akvila. Naziv 1. Pekarski športski klub nosi do 1941. godine. Od 1951. do travnja 1953. zove se NK Pekarski, od tada do spajanja s Jedinstvom kratko nosi naziv Bratstvo. Od 1961. do 2000. ponovo nosi naziv NK Pekarski.

## Natjecanje i uspjesi
Klub do raspuštanja 1941. godine sudjeluje u nižerazrednim natjecanjima prvenstva Zagreba. Najveći uspjeh mu je natjecanje u 3. razredu prvenstva Zagreba. Nakon drugog svjetskog rata najveći uspjeh postiže u razdoblju 1968. – 1970. plasmanom u 1. Zagrebačku ligu. U posljednjoj sezoni 2000./01. natjecao se u 3. Zagrebačkoj ligi.